# Anomala keiana
Anomala keiana är en skalbaggsart som beskrevs av Ohaus 1915. Anomala keiana ingår i släktet Anomala och familjen Rutelidae. Inga underarter finns listade i Catalogue of Life.